# Bröllopsgåvan (film, 1953)
Bröllopsgåvan (franska: Madame de...) är en fransk dramafilm från 1953 i regi av Max Ophüls. Filmen är baserad på Louise de Vilmorins roman Madame de... från 1951. I huvudrollerna ses Charles Boyer, Danielle Darrieux och Vittorio De Sica. Filmen nominerades till en Oscar för bästa kostym (Svartvit) 1954.

## Rollista i urval
- Charles Boyer – Général André de…
- Danielle Darrieux– Grevinnan Louise de…
- Vittorio De Sica – Baron Fabrizio Donati
- Jean Debucourt – Monsieur Rémy
- Jean Galland – Monsieur de Bernac
- Mireille Perrey – La Nourrice
- Paul Azaïs – kusk
- Hubert Noël – Henri de Maleville
- Lia Di Leo – Lola